# Silverbacks d'Atlanta
Pour l'équipe féminine voir Atlanta Silverbacks Women.
Maillots
Les Silverbacks d'Atlanta (en anglais : Atlanta Silverbacks) sont un ancien club professionnel de soccer basé à Atlanta, Géorgie, États-Unis. Ils évoluaient jusqu'en 2009 dans la Première division de la USL. Le club ne participe à aucun championnat masculin en 2009 et en 2010. Il fait son retour à la compétition en 2011 dans la NASL avant d'être dissout en janvier 2016 alors qu'aucun repreneur n'est trouvé au long de la saison 2015.
L'équipe de jeunes (appelée Development team aux États-Unis) Atlanta Silverbacks Reserves participe au championnat du National Premier Soccer League (D4). Une autre équipe de jeunes du club,  Atlanta Silverbacks U23 a joué durant plusieurs saisons dans la Premier Development League (PDL), avant de cesser ses opérations en 2011.

## Historique
- 1995 : le club est fondé sous le nom de Ruckus d'Atlanta.
- 1998 : le club change de nom pour celui de Silverbacks.
- 2009 : l'équipe masculine se retire de la Première division de la USL.
- 2010 : le club suspend les activités de son équipe masculine et ne participe à aucun championnat masculin cette année. L’équipe féminine est par contre toujours en championnat de la W-League.
- 2011 : l'équipe masculine du club rejoint une nouvelle ligue : la NASL (le 2e niveau masculin au soccer nord-américain).
- 2011 : les Silverbacks Women sont vainqueures du Championnat W-League[1]
- 2016 : en janvier, les Silverbacks sont dissous après que la NASL n'ait pu trouver un repreneur tout au long de la saison 2015[2].

Précédent logo

## Stade
- DeKalb Memorial Stadium; Clarkston (2003–2005)
- Atlanta Silverbacks Park; Atlanta, Georgia (2006–2015)

Les Silverbacks jouent leurs matchs à domicile au Atlanta Silverbacks Park, 5 000 places construit en 2006 pour une utilisation spécifique par l'équipe. En plus du stade principal, le complexe dispose de plusieurs terrains de pratique internationaux de taille qui sont utilisés par les équipes de football, de soccer récréatif école secondaire et les équipes de crosse, et un club de rugby local. Au fil des ans, le stade est passé par différents noms de parrainage, y compris ReMax Greater Atlanta Stadium.
Avant la saison 2006, les Silverbacks ont joué dans différents stades municipaux dans la région métropolitaine d'Atlanta, et plus particulièrement DeKalb Memorial Stadium en  Clarkston.

## Parcours des Silverbacks masculins
| Année | Ligue                 | Saisons régulières | Séries éliminatoires | Open Cup            | Assistance moyenne |
| ----- | --------------------- | ------------------ | -------------------- | ------------------- | ------------------ |
| 1995  | A-League              | Termine 4e         | Finaliste            | Éliminé au 2e round | 2,632              |
| 1996  | A-League              | Termine 7e         | Ne se qualifie pas   | Ne se qualifie pas  | 4,315              |
| 1997  | USISL A-League        | Termine 7e         | Ne se qualifie pas   | Ne se qualifie pas  | 2,406              |
| 1998  | USISL A-League        | Termine 6e         | Ne se qualifie pas   | Ne se qualifie pas  | 923                |
| 1999  | USL A-League          | Termine 5e         | Ne se qualifie pas   | Ne se qualifie pas  | 2,703              |
| 2000  | USL A-League          | termine 6e         | Ne se qualifie pas   | Ne se qualifie pas  | 3,327              |
| 2001  | USL A-League          | Termine 5e         | Ne se qualifie pas   | Ne se qualifie pas  | 1,094              |
| 2002  | USL A-League          | Termine 3e         | Éliminé au 1er round | Éliminé au 3e round | 1,006              |
| 2003  | USL A-League          | Termine 5e         | Ne se qualifie pas   | Éliminé au 3e round | 1,200              |
| 2004  | USL A-League          | Termine 5e         | Ne se qualifie pas   | Éliminé au 4e round | 1,662              |
| 2005  | USL Première Division | termine 8e         | Ne se qualifie pas   | Éliminé au 3e round | 1,724              |
| 2006  | USL Première Division | Termine 8e         | Ne se qualifie pas   | Éliminé au 3e round | 2,298              |
| 2007  | USL Première Division | Termine 4e         | Finaliste            | Éliminé au 3e round | 2,372              |
| 2008  | USL First Division    | Termine 9e         | Ne se qualifie pas   | Éliminé au 2e round | 2,281              |
| 2009  | Activités suspendues  |                    |                      |                     |                    |
| 2010  | Activités suspendues  |                    |                      |                     |                    |
| 2011  | NASL                  | termine 6e         | Ne se qualifie pas   | Ne se qualifie pas  | 2,866              |

## Joueurs

### Dernier effectif
Au 8 avril 2015 :
| N° | Nat.                    | Poste | Nom du joueur     |
| -- | ----------------------- | ----- | ----------------- |
| 1  | Drapeau d'Haïti         | G     | Steward Ceus      |
| 2  | Drapeau des États-Unis  | D     | Rauwshan McKenzie |
| 3  | Drapeau de l'Angleterre | D     | Paul Black        |
| 4  | Drapeau de l'Angleterre | D     | Simon Mensing     |
| 5  | Drapeau des États-Unis  | D     | Fabrice Gautrat   |
| 6  | Drapeau des États-Unis  | D     | Josh Hughes       |
| 7  | Drapeau des États-Unis  | M     | Jon Okafor        |
| 8  | Drapeau du Canada       | M     | Dominic Oppong    |
| 9  | Drapeau des États-Unis  | A     | Jaime Chavez      |
| 10 | Drapeau des Pays-Bas    | A     | Hans Denissen     |

| No. | Nat.                    | Position | Nom du joueur         |
| --- | ----------------------- | -------- | --------------------- |
| 11  | Drapeau des États-Unis  | G        | Bryce Billington      |
| 12  | Drapeau de Sierra Leone | A        | Shaka Bangura         |
| 13  | Drapeau des États-Unis  | D        | Christopher Christian |
| 14  | Drapeau du Togo         | M        | Alex Harlley          |
| 17  | Drapeau des États-Unis  | M        | Michael Reed          |
| 18  | Drapeau des États-Unis  | A        | Matt Horth            |
| 19  | Drapeau du Canada       | A        | Kyle Porter           |
| 21  | Drapeau des États-Unis  | G        | CJ Cochran            |
| 22  | Drapeau des États-Unis  | D        | Kevin Sawchak         |
| 23  | Drapeau de la Slovaquie | M        | Michal Mravec         |

| No. | Nat.                                           | Position | Nom du joueur |
| --- | ---------------------------------------------- | -------- | ------------- |
| 25  | Drapeau de la république démocratique du Congo | M        | Ferrety Sousa |
| 27  | Drapeau des États-Unis                         | D        | Kyle Miller   |

### Dernière équipe technique
- Directeur technique :
- Entraineur-chef :  Gary Smith
- Entraîneur des gardiens :   José Pinho
- Thérapeute sportif :   Juan Castellanos

### Anciens joueurs
- Chris Klute
- Deon McCauley (2014)

#### Anciens entraineurs-chef
- Lothar Osiander (1995)
- Charlie Morgan (1996)
- Angus McAlpine (1997)
- David Eristavi (1997–1998)
- Chris Hellenkamp (1998)
- Nuno Piteira (1999)
- David Vaudreuil (2003–2004)
- Jason Smith   (2005–2008)
- José Manuel Abundis  (2011)
- Eric Wynalda (2014)